# Высокое (Ахтырский район)
Высо́кое (укр. Високе) — село в Чернетчинской сельской общине Ахтырского района Сумской области Украины.
Код КОАТУУ — 5920381201.

## Географическое положение
Село Высокое находится на правом берегу реки Ахтырка, выше по течению на расстоянии в 1 км расположено село Весёлый Гай, ниже по течению примыкает село Вербовое.
Рядом проходит автомобильная дорога Р-46. На расстоянии в 1,5 км расположен Ахтырский аэродром.

## Население
Население по переписи 2001 года составляет 461 человек.

### Известные люди
В селе родился Череда, Григорий Тимофеевич (1919—1995) — советский военный, спортсмен и тренер по конному спорту.

## История
- Село основано в первой половине XVIII века.

## Экономика
- Свинотоварная ферма.
- ЗАО «Сад».

## Объекты социальной сферы[2]
- Детский сад «Оленка».
- Школа.
- Дом культуры.
- Фельдшерско-акушерский пункт.
- Областная психиатрическая больница.